# トワノ・アルボ

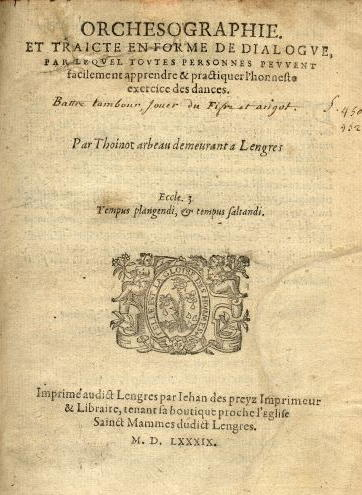
トワノ･アルボ著
「オルケゾグラフィ」表紙

ジュアン・タブロ（Jehan Tabourot）、筆名トワノ・アルボ（Thoinot Arbeau, 1520年3月17日ディジョン - 1595年7月23日ラングル没）は、ラングルの司祭。1589年（勅許は1588年）に出版した、ヨーロッパ史上初めて音楽とダンスのステップを細かく記述したオルケゾグラフィ （Orchésographie）の著者として有名である。
そのほかの著書には、1582年のKalendrier des bergersがある。